# رون فينش
رون فينش (بالإنجليزية: Ron Finch)‏ هو مدرب كرة سلة أمريكي، ولد في 19 أكتوبر 1902، وتوفي في 19 أبريل 1962.